# 博美娛樂
博美投資集團（BMA Investment Group Limited），是香港商人羅傑承於1998年創立的企業集團。成立之初，博美是一個娛樂集團，從事發掘和栽培藝人、製作發行唱片、拍攝電影、舉辦演唱會及引進外國著名歌劇表演、出版多類型書籍及電子書籍；2006年，集團主席羅傑承接掌南華體育會足球部主委，統領南華足球隊，主辦大型足球比賽並推廣足球運動。
羅傑承近年更將博美的娛樂概念縱橫發展，夥不同單位合作，在全球投資不同項目，包括KTV、飲食、高科技產品、運動管理、市場推廣及地產酒店等。

## 前身
博美前身為天網娛樂（SKYe），業務除唱片製作外，還開設天網旅遊有限公司SKY Travel（一間網上旅行社），但隨著2001年科網泡沫爆破而結業。及後專注唱片製作業務，正式命名為亞洲第一唱片有限公司（BMA Records Limited）。

### 亞洲第一唱片時期
亞洲第一唱片公司成立初期，旗下歌手有小雪、漢洋和組合B2。當中小雪為BMA首位女歌手，2000年，新人時期已推出3張EP﹐包括3月推出第一張EP《小雪》、8月推出第二張EP《說清楚》、12月推出第三張EP《Innovation》，深受公司力捧，數量與1999年女新人容祖兒看齊。可是，由於當時這些歌手的知名度較低，令公司連年虧蝕；直至2002年女新人關心妍的出現才扭轉這局面。關心妍憑著其極優的音樂造詣，迅速吸引少男少女，並在同年多個樂壇頒獎禮奪得女新人獎項，且唱片銷量亦是當時樂壇新人中最多的一位，令公司步入盈利期。2003年更是關心妍的事業高峯期。

### BMA唱片时期
2003年，傅珮嘉及呂方簽約成為旗下歌手。
2004年2月，BMA步入業務的高峰：為關心妍舉行個人演唱會，好評如潮。但其後公司業務再次跌落谷底；因為製作部職員將關心妍演唱會的製作特輯，以粵語形式交予無線電視的競爭對手有線娛樂新聞台播放。而關心妍乃無線的合約歌手，因此觸怒無線電視，並在同年3月5日宣佈禁止BMA旗下歌手亮相無線電視所有節目，及後更改為禁止關心妍亮相，到同年6月才解除禁令。10月為音樂創作人林一峰舉行個人演唱會，令林一峰步入事業高峰。
2005年，香港經理人林珊珊入主BMA管理層；鄭伊健、周麗淇、謝文雅、組合草蜢及樂隊V加入成為BMA旗下藝人。
2006年，BMA拓展電影業務，並設立相關部門。為了拓展大中華地區市場，BMA曾在2006年5月至6月展開徵求新中文企業名稱活動，後決定命名為「博美娛樂集團有限公司」。

### 博美娛樂時期
2006年8月，羅傑承先生接掌南華體育會足球部主委，統領南華足球隊，為BMA開拓足球事業相關業務。
2007年，香港藝人鍾鎮濤、車婉婉、南華足球隊成員文彼得加入成為BMA旗下藝人。同年4月，BMA屬下電影公司投資的電影《我要成名》，電影男主角劉青雲，獲第26屆香港電影金像獎最佳男主角獎項。
2008年，林珊珊開設Lamb Production，成為BMA的聯營公司。BMA亦與廣州一間廣告製作公司「對點影視廣告有限公司」合作，分別引入國際娛樂產品到中港澳地區，以及輸出中港澳地區娛樂產品到海外。同時著名電台節目主持人梁奕倫、組合Soler等，加入成為BMA旗下藝員。
2009年7月，前有線娛樂新聞台娛樂新聞主播陳貝兒正式宣佈加盟BMA成為旗下藝人，並擔任BMA Sports市場部副總裁，專責足球會南華及天水圍飛馬及出版社業務，推廣體運及文化，同時兼顧幕前主持工作。
2010年5月，宣佈簽下台灣第19屆金曲獎最佳男歌手曹格，同時與台灣種子音樂合組「種子博美」（BMA seed）品牌，並拓展大中華地區市場（現已解散）。
2010年12月21日，在HKRIA灣仔總部舉行記招，宣佈正式加盟旗下，成為其機構會員之一，而四大唱片公司亦變成五大。
2011年5月1日開始，周麗淇被扶持而得以進入無綫電視，草蜢亦已離開BMA，以加入無綫電視主持節目。
2011年12月24日開始，BMA於HKRIA版權風波破冰後正式結束自now香港台啟播以來一直維持的合作關係，旗下藝人數目大幅度減少，而繼林珊珊及鄭丹瑞後，亦開始改於無綫電視亮相。
2012年4月20日起，旗下歌手陸續與TVB簽約，並且將歌曲派台上勁歌金曲及歌手亮相TVB。
2017年起正式結束唱片業務。

## 集團業務及旗下公司

### 投資、財務
博美投資有限公司（BMA Investment Ltd）：於大中華發展多元化業務，包括投資澳門酒店，開設財務公司，提供借貸服務，參與項目融資。更注資廣州The Point（對點影視廣告有限公司），集合雙方中港客戶網絡，製作多個大型廣告。

### 娛樂
博美娛樂集團有限公司（BMA Entertainment Holding Ltd）：博美在2010年5月2012年間曾與台灣唱片公司種子合組「種子博美娛樂有限公司」（BMA seed），拓展大中華地區市場；為歌手製作專輯、舉辦演唱會、栽培新人，替藝人接洽及安排工作，主辦音樂劇等。

### KTV
Red MR：博美與微軟結成策略夥伴，打造的全球首個智能KTV。Red MR引入「三屏一雲」尖端科技，透過房內的多點觸控屏幕枱，唱歌、上網、打機、欣賞球賽等娛樂一應俱全。

### 飲食
- 來佬餐館（Loyal Dining）：座落中環威靈頓街，洋溢懷舊色彩的正宗港式西餐廳，設計靈感源自中西文化薈萃的殖民時代，讓顧客重拾六、七十年代的美好回憶。
- 大牌檔（Dai Pai Dong）：以香港六、七十年代背景為的主題食肆。大牌檔不但吸引不少名人聚腳，更成為了香港地標之一。

### 科技及智能產品開發
- BMA Tech
- BMA Information Technology

### 運動管理
博美體運有限公司：旗下南華足球隊與英超球隊熱刺結盟，成為伙伴球會；2010年更邀得世界球星畢特和基士文加盟。在運動管理業務方面，博美不但投資及管理南華和天水圍飛馬足球隊，也擔任運動員經理人，並積極舉辦大型足球賽。

### 市場推廣及廣告
博美市場推廣及廣告有限公司：為不少機構擔當市場策劃顧問，參與不少慈善活動，2010年曾為國際小母牛組織於香港維多利亞公園舉行慈善障礙賽，推動中國農戶自力更生；也為客戶提供一站式的全面廣告代理服務，包括統籌、概念、製作、媒體購買等。

### 出版
博美出版社：出版多元化書種，包括電影及電視小說、藝人作品、體育文化、散文、繪本、食譜等；更致力推廣電子書，將書籍與科技結合。

## 合作公司
對點影視廣告有限公司（The Point Video-film Co. Ltd.）為中國廣州一間著名廣告製作公司，曾製作過許多國內國際品牌的廣告影片、電影電影特效以及音樂影視作品（MTV）等等，作品屢獲國內外獎項。

## 簽約委託人

### 足球運動員
| 足球運動員 | 足球運動員 | 足球運動員 |
| ---------- | ---------- | ---------- |
| 文彼得     | 李海強     | 陳肇麒     |
| 白鶴       | 李威廉     | 吳偉超     |
| 郭建邦     | 李志豪     | 葉鴻輝     |
| 張春暉     | 歐陽耀冲   | 李康廉     |
| 林澤群     | 張健峰     | 賴文飛     |
| 梁倬軒     | 李靈峰     | 鄭少偉     |

| 南華足球  | 南華足球  | 南華足球    |
| --------- | --------- | ----------- |
| 1.葉鴻輝  | 2.李志豪  | 3.余智勳    |
| 5.白鶴    | 6.黃展鴻  | 7.陳肇麒    |
| 8.徐德帥  | 9.李威廉  | 10.歐陽耀冲 |
| 11.李海強 | 12.文彼得 | 15.陳偉豪   |
| 16.梁振邦 | 18.郭建邦 | 19.迪亞高   |
| 20.利馬   | 21.祖利亞 | 22.基奧雲尼 |
| 23.張春暉 | 25.蘇沙   | 26.陳栢衡   |
| 30.祖爾   | 31.鄭禮騫 | 31.鄭禮騫   |
| 32.范俊業 |           |             |

| 飛馬足球員 | 飛馬足球員  | 飛馬足球員  |
| ---------- | ----------- | ----------- |
| 2.利偉倫   | 3.盧卡斯    | 4.鄧景煌    |
| 5.杜特     | 6.陸冠邦    | 9.劉嘉城    |
| 10.麥保美  | 11.伊達     | 13.張健峰   |
| 16.劉念溢  | 20.高梵     | 21.李嘉進   |
| 23.麥基    | 21.祖利亞   | 22.基奧雲尼 |
| 23.張春暉  | 24.鞠盈智   | 25.蘇偉泉   |
| 26.黎耀昌  | 27.高田壽典 | 28.卡里祖   |
| 30.曾文輝  | 31. 潘耀焯  | 35. 吳偉超  |

## 合併前已約滿／解約藝人

### BMA
- 鍾鎮濤
- 關心妍2010年加盟星煥國際2011再轉投星娛樂
- 周勵淇加盟東亞唱片2018再轉投英皇娛樂
- 吳卓羲
- 呂　方
- 陳貝兒已加盟TVB
- 車婉婉已加盟星娛樂
- Soler已加盟星娛樂
- 徐　浩
- 余翠芝已加盟索尼音樂娛樂
- 傅珮嘉已加盟夢想沙龍娛樂文化
- 謝文雅已加盟想娛樂製作有限公司/WANT ENTERTAINMENT LTD.
- 姚樂怡已加盟香港電視網路
- 林一峰已加盟LYFE Music
- 小　雪已加盟自由行娛樂
- 漢    洋已自組自由行娛樂
- 胡　琳已加盟大名娛樂，2014年底回歸LMC Music
- B2已解散
- V已解散
- 梁奕倫已加盟now觀星台
- F.CUZ代理合約結束
- 周國賢 2013年退居幕後，2014年合約結束，2015年加盟維高文化
- I Love You Boyz
- 林澤群
- 李幸倪（Gin Lee）加盟環球唱片 2021年再轉投英皇娛樂
- 野    佬已加盟Sunny Idea
- 曹　 格2015年加盟愛貝克思
- 林若盈
- 吳國敬
- 太極樂隊

### Lamb Production
- 草蜢已加盟寰亞唱片
  - 蔡一傑
  - 蔡一智
  - 蘇志威

## 外部連結
- 博美投資有限公司官方網頁 （页面存档备份，存于）
- 南華足球隊官方網頁
- 天水圍飛馬足球隊官方網頁